# Bedstede

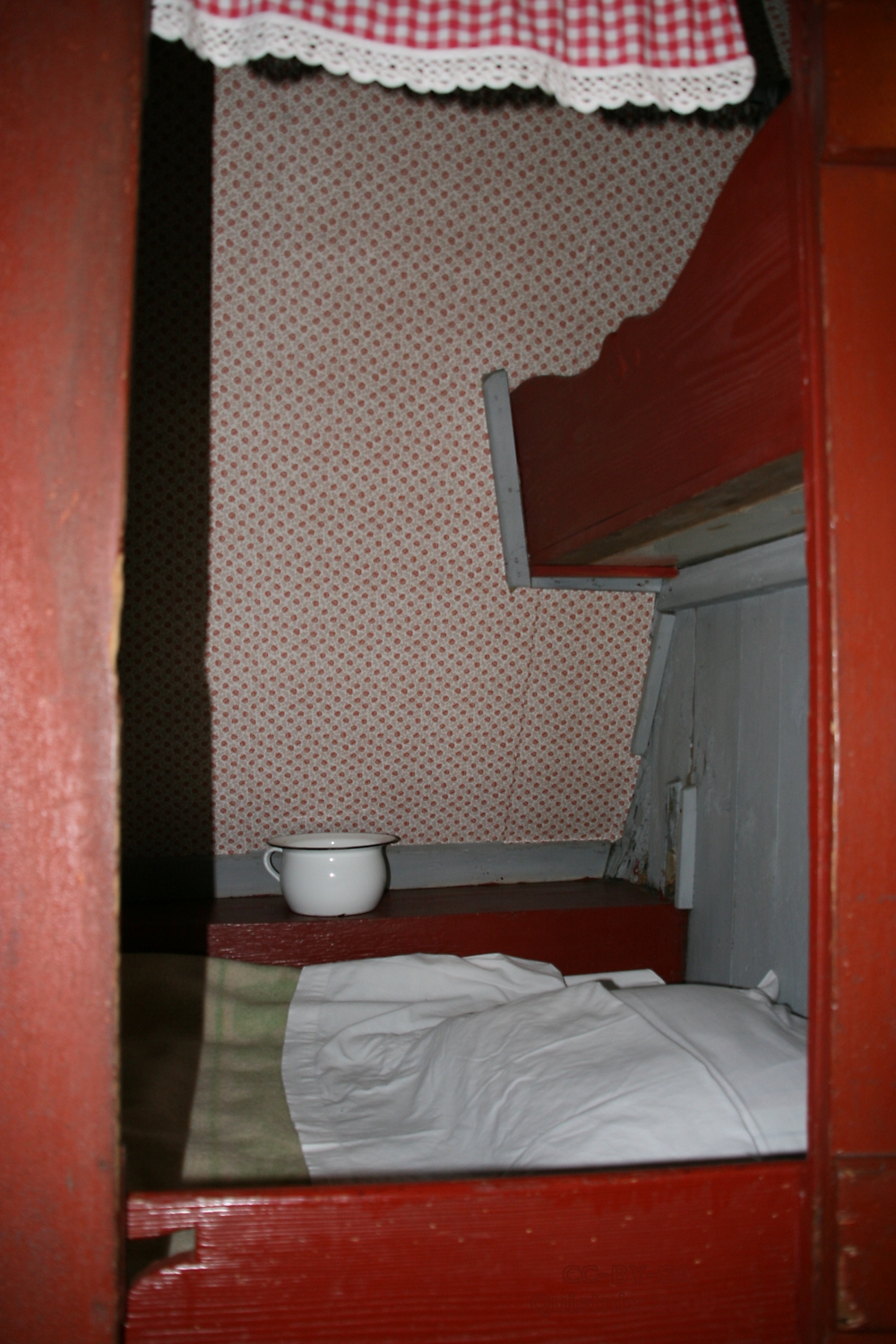
Een bedstede

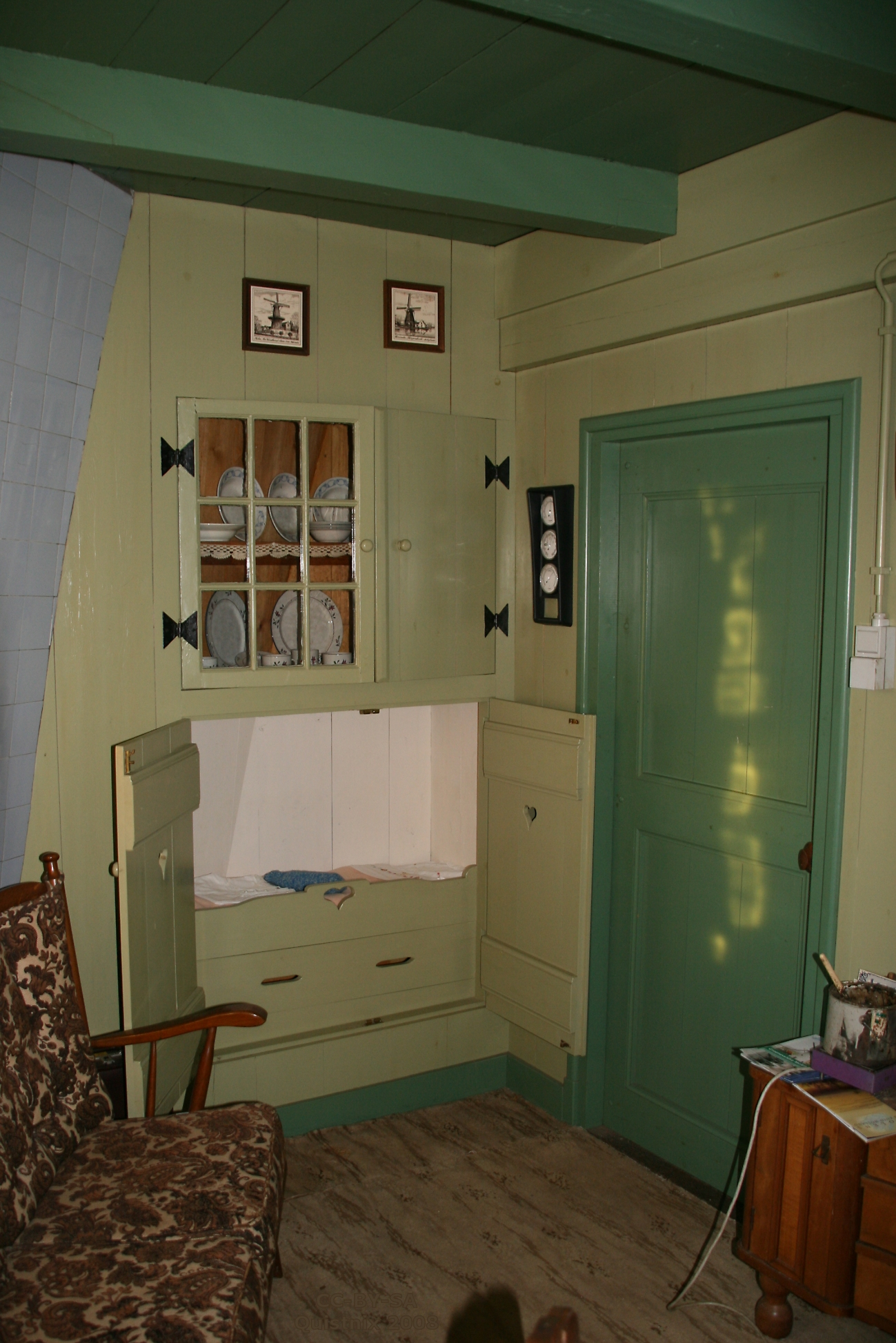
Kleine bedstede voor een baby of peuter in de Groeneveldse Molen

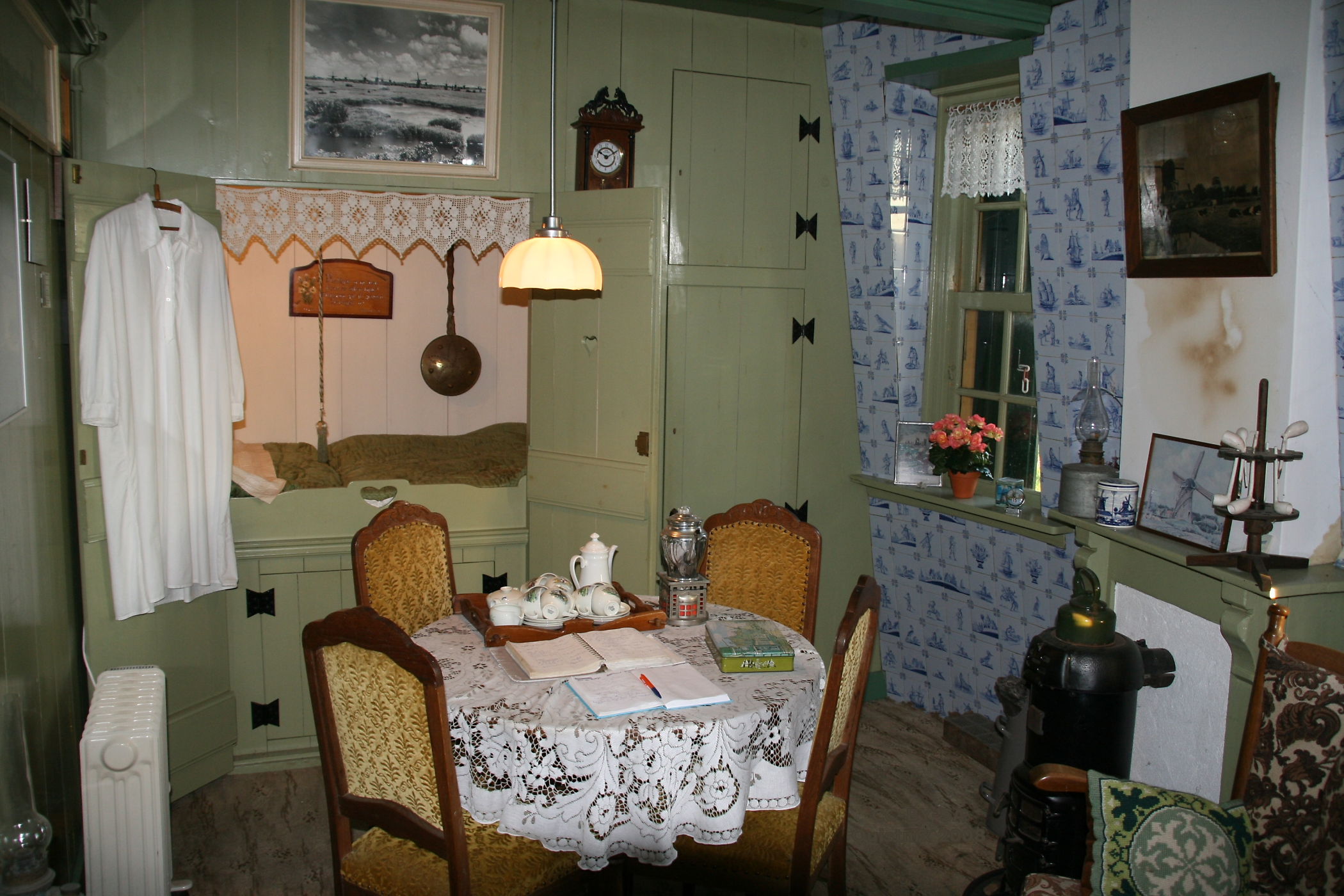
Wand met bedstede en kast in de Groeneveldse Molen

Een bedstede of bedstee is een in de wandbetimmering opgenomen slaapplaats in de vorm van een kast en afgesloten met deurtjes of een gordijn. Bedsteden werden tot aanvang 20e eeuw veel gebruikt, vooral op het platteland in boerderijen.
Een van de voordelen van een bedstede is dat hij in de woonkamer kan worden ingebouwd, terwijl hij overdag door de afgesloten deuren toch onzichtbaar is. Een aparte slaapkamer is daardoor overbodig. Een ander voordeel is dat een bedstede in de winter, doordat het een vrij kleine ruimte is (de kast is niet groter dan het bed zelf), door de lichaamswarmte van de slapers makkelijk opgewarmd kan worden. Hierdoor hoeft er niet gestookt te worden om toch redelijk geriefelijk te kunnen slapen. De deur wordt 's nachts niet afgesloten, maar op een kier gezet.

## Afbeeldingen

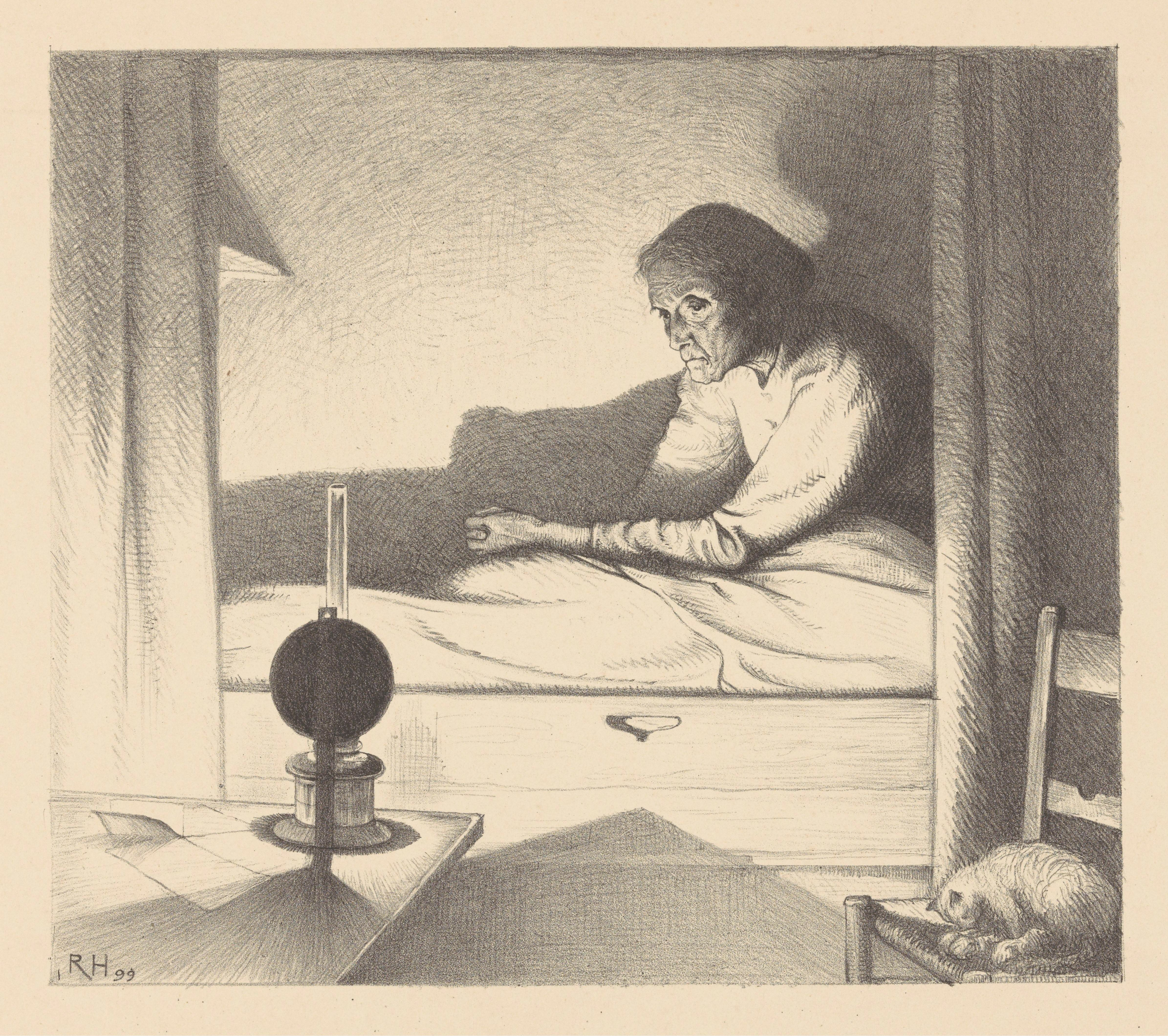
Bedstee in gebruik
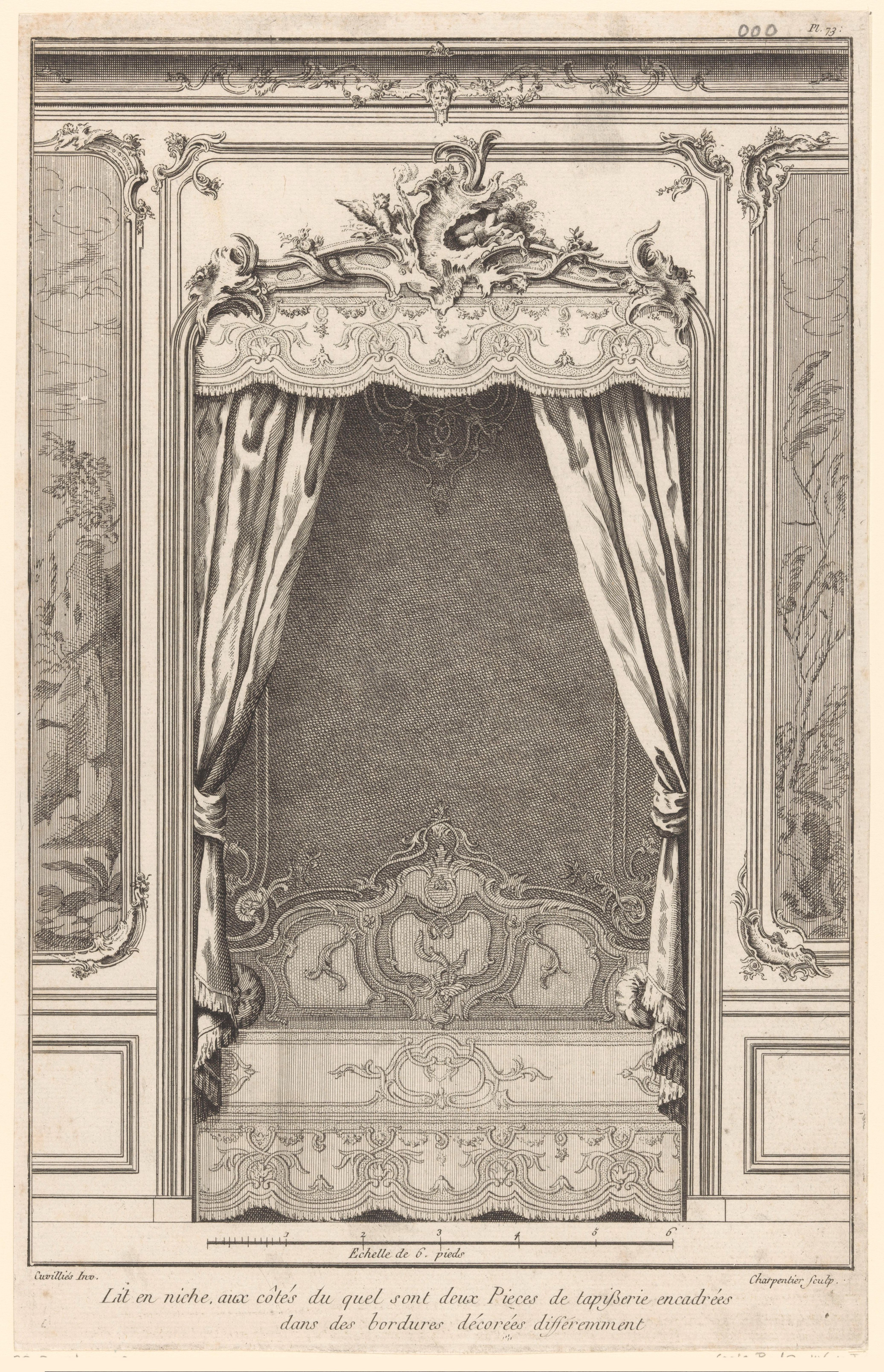
Bedstee-decoraties
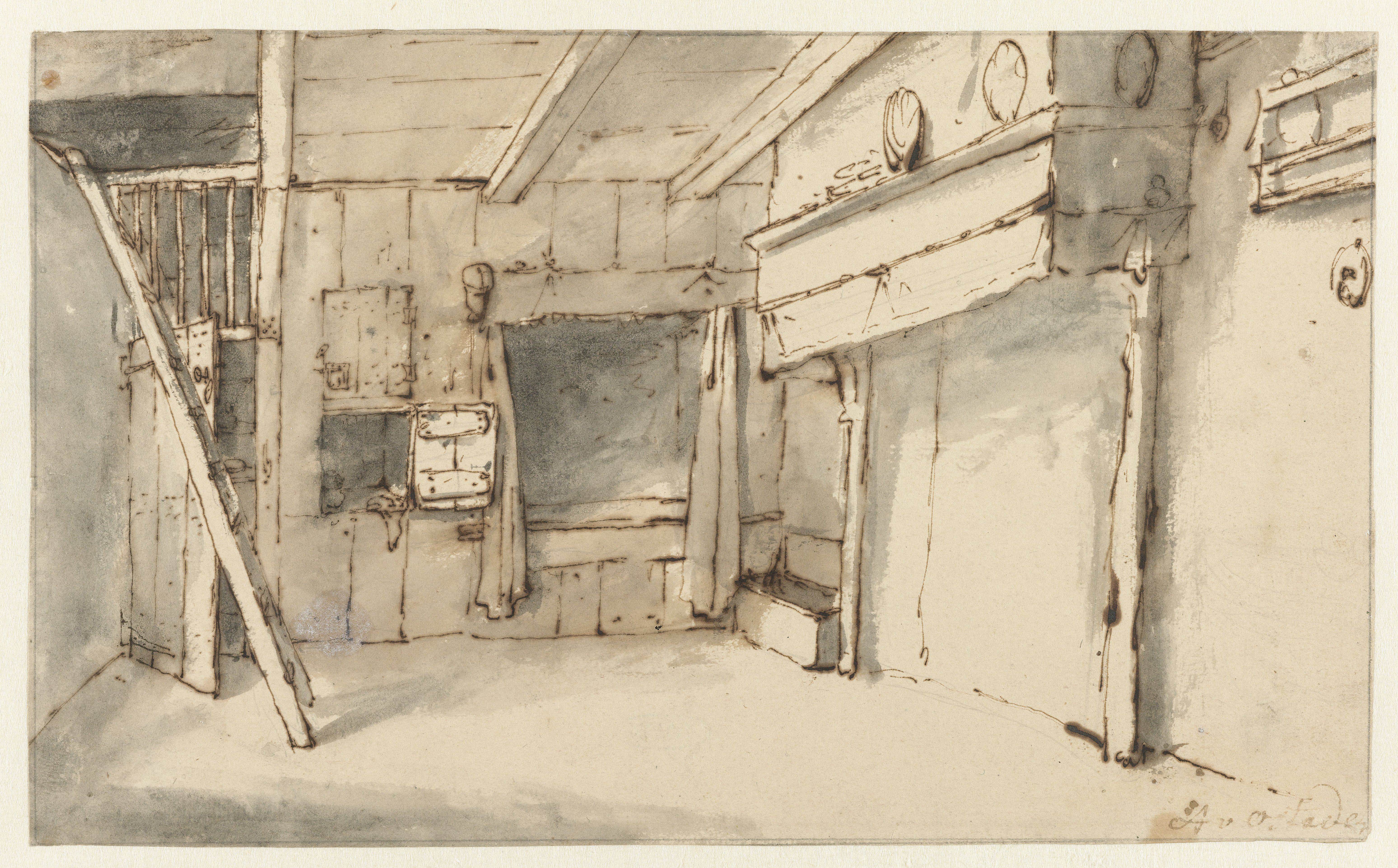
Boereninterieur met een bedstee